# Миссури Тайгерс (баскетбол)
Миссури Тайгерс (англ. Missouri Tigers) — студенческая баскетбольная команда, представляющая Миссурийский университет в первом баскетбольном мужском дивизионе NCAA. Располагается в Колумбии (штат Миссури). В настоящее время команда выступает в Юго-Восточной конференции (до сезона 2012/2013 выступали в конференции Big 12). Домашние игры «Тайгерс» проводят в «Миззоу-арена». Начиная с 2017 года команду тренирует Каонсо Мартин.

## Закреплённые номера
| №  | Игрок           | Позиция | Годы      |
| -- | --------------- | ------- | --------- |
| 3  | Деррик Чивоус   | ЛФ      | 1984–1988 |
| 20 | Джон Сандволд   | РЗ      | 1979–1983 |
| 22 | Норм Стюарт     | ЛФ      | 1953–1956 |
| 30 | Вилли Смит      | РЗ      | 1974–1976 |
| 34 | Дуг Смит        | ТФ      | 1987–1991 |
| 40 | Стив Стипанович | Ц       | 1979–1983 |
| 43 | Билл Штауфер    | Ц       | 1949–1952 |
| 50 | Джон Браун      | ЛФ      | 1970–1973 |

## Действующие игроки выступающие в НБА
- Джордан Кларксон
- Демарре Кэрролл
- Майкл Портер мл.

## Достижения
- Четвертьфиналист NCAA: 1944, 1976, 1994, 2002, 2009
- 1/8 NCAA: 1976, 1980, 1982, 1989, 1994, 2002, 2009
- Участие в NCAA: 1944, 1976, 1978, 1980, 1981, 1982, 1983, 1986, 1987, 1988, 1989, 1990, 1992, 1993, 1994*, 1995, 1999, 2000, 2001, 2002, 2003, 2009, 2010, 2011, 2012, 2013, 2018
- Победители турнира конференции: 1978, 1982, 1987, 1989, 1991, 1993, 2009, 2012
- Победители регулярного чемпионата конференции: 1918, 1920, 1921, 1922, 1930, 1939, 1940, 1976, 1980, 1981, 1982, 1983, 1987, 1990, 1994